# Jean-Jacques Antier
Jean-Jacques Louis Antier (Ruan, 6 de octubre de 1928-Túnez, 1 de enero de 2023) fue un periodista francés.

## Biografía
Comenzó su carrera en los diarios regionales (Paris-Normandie) y el periódico marítimo Blue Collar después de estudiar en Ruan en el Lycée Corneille y en la école Bellefonds. Luego se dedicó a la escritura, publicando sobre todo obras de historia marítima, pero también biografías, novelas y obras de espiritualidad bajo el seudónimo de Jean-Jacques.

## Obra
Muy diversa, su obra proporciona una visión así como una documentación precisa sobre todos los temas abordados. Es de especial mención su contribución histórica.

### Historia naval
- L'Amiral de Grasse: Plon 1965
- Grandes heures de la marine: Waleffe 1967
- Les Porte-avions et la Maîtrise des mers: Laffont 1967
- Histoire mondiale des sous-marins: Laffont 1968
- Histoire maritime de la première guerre mondiale: France-Empire 1992
- Marins de Provence et du Languedoc: Aubanel 1977
- Les Sous-mariniers: Grancher 1977
- Les Sous-mariniers des temps héroïques: Idégraph Genève 1980
- Les Combattants de la guerre maritime 1914-1918: Idégraph Genève 1980
- Au temps des voiliers long-courriers: France-Empire 1979
- Au temps des premiers paquebots à vapeur: France-Empire 1982
- Histoire de l'aviation navale: Ed de la Cité 1983
- L'Aventure héroïque des sous-marins français: EMOM 1984
- Le Porte-avions Clemenceau: Ouest-France 1984
- Les Convois de Mourmansk: Presses de la Cité 1981
- La Bataille de Malte: Presses de la Cité 1982
- La Bataille des Philippines: Presses de la Cité 1985
- L'aventure kamikaze: Presses de la Cité 1986
- Pearl Harbor: Presses de la Cité: 1988
- Le Drame de Mers el-Kébir: Presses de la Cité 1990
- La Flotte se saborde: Presses de la Cité 1992

### Espiritualidad
- Lérins, l'île sainte de la Côte d'Azur: Ed. SOS 1973 et 1988
- Carrel cet inconnu: Wesmael 1970
- Le Pèlerinage retrouvé: Centurion 1979
- La Soif de Dieu: Cerf 1981
- L'Appel de Dieu: Cerf 1982
- Les Pouvoirs mystérieux de la foi: Perrin 1992 (con Jean Guitton)
- Le Livre de la sagesse: Perrin 1998 (con Jean Guitton)
- Enquête sur le mysticisme féminin: Perrin 2000

### Biografías
- Marthe Robin, le voyage immobile: France-Loisirs 1992
- Alexis Carrel, la tentation de l'absolu: Rocher 1994
- Charles de Foucauld: Perrin 1997
- La Vie de Jean Guitton: Perrin 1999
- La Vie du curé d'Ars: Perrin 2000
- C.G. Jung: Presses de la Renaissance 2010
- Pierre Teilhard de Chardin ou la force de l'amour: Presses de la Renaissance 2011

### Historia regional
- Le Comté de Nice: France-Empire 1972 et 1992
- La Côte d'Azur, ombres et lumières: France-Empire 1972
- Les Îles de Lérins: Solar 1974 et 1979
- Grandes heures des îles de Lérins: Perrin 1975
- Histoires d'amour de la Côte d'Azur: Presses de la Cité 1976

### Novelas
- Opération avion sous-marin: Laffont, 1968
- La Meute silencieuse, Laffont: 1969
- Les Prisonniers de l'horizon: France-Empire, 1971
- Les Seigneurs de la mer: France-Empire, 1976
- La Croisade des innocents: Presses de la Cité, 1996
- Autant en apporte la mer: Presses de la Cité, 1993
- Le Rendez-vous de Marie-Galante: Presses de la Cité, 2000
- Marie Galante, la liberté ou la mort: Presses de la Cité, 2002
- Le Sixième Condamné de l'Espérance: Presses de la Cité, 2004
- La Dame du grand mat: Presses de la cité, 2004
- Tempête sur Armen: Presses de la cité, 2007 - Prix Corail du livre de mer 2008
- La Fille du carillonneur: Presses de la Cité, Paris, 2009 ISBN 9782258075696
- La Prisonnière des mers du Sud: Presses de la Cité 2009
- Blanche du Lac: Calmann-Lévy, 2010